# ГДР на Олимпийских играх
Германская Демократическая Республика основала олимпийский комитет 22 апреля 1951 года в здании Красной ратуши в Берлине, как последний из трёх немецких олимпийских комитетов того времени.
Олимпийский комитет ГДР не признавался МОК на протяжении 14 лет. На Играх в Мельбурне, в Риме и в Токио ГДР входила в состав Объединённой германской команды. Только в 1968 году на Игры в Мехико, ГДР смогла послать отдельную команду, и до 1988 года Германская Демократическая Республика всегда посылала на Олимпиады самостоятельные команды. В 1989 году после падения берлинской стены и объединения Германии в единое государство, спортсмены бывшего ГДР вновь стали принимать участие в Олимпийских играх в составе единой германской команды.
За время выступления на Олимпийских играх спортсмены ГДР завоевали 409 олимпийских медалей на летних Олимпийских играх и 110 медалей на зимних Олимпийских играх. Больше всего медалей было завоёвано в соревнованиях по лёгкой атлетике, плаванию и академической гребле.

## Медальный зачёт

### Медали на летних Олимпийских играх
| Игры                    | Золото                                    | Серебро                                   | Бронза                                    | Всего                                     |
| ----------------------- | ----------------------------------------- | ----------------------------------------- | ----------------------------------------- | ----------------------------------------- |
| 1952 Хельсинки          | Не участвовала                            | Не участвовала                            | Не участвовала                            | Не участвовала                            |
| 1956 Мельбурн/Стокгольм | Как часть Объединённой германской команды | Как часть Объединённой германской команды | Как часть Объединённой германской команды | Как часть Объединённой германской команды |
| 1960 Рим                | Как часть Объединённой германской команды | Как часть Объединённой германской команды | Как часть Объединённой германской команды | Как часть Объединённой германской команды |
| 1964 Токио              | Как часть Объединённой германской команды | Как часть Объединённой германской команды | Как часть Объединённой германской команды | Как часть Объединённой германской команды |
| 1968 Мехико             | 9                                         | 9                                         | 7                                         | 25                                        |
| 1972 Мюнхен             | 20                                        | 23                                        | 23                                        | 66                                        |
| 1976 Монреаль           | 40                                        | 25                                        | 25                                        | 90                                        |
| 1980 Москва             | 47                                        | 37                                        | 42                                        | 126                                       |
| 1984 Лос-Анджелес       | Не участвовала                            | Не участвовала                            | Не участвовала                            | Не участвовала                            |
| 1988 Сеул               | 37                                        | 35                                        | 30                                        | 102                                       |
| Всего                   | 153                                       | 129                                       | 127                                       | 409                                       |

### Медали на зимних Олимпийских играх
| Игры                   | Золото                                    | Серебро                                   | Бронза                                    | Всего                                     |
| ---------------------- | ----------------------------------------- | ----------------------------------------- | ----------------------------------------- | ----------------------------------------- |
| 1952 Осло              | Не участвовала                            | Не участвовала                            | Не участвовала                            | Не участвовала                            |
| 1956 Кортина д'Ампеццо | Как часть Объединённой германской команды | Как часть Объединённой германской команды | Как часть Объединённой германской команды | Как часть Объединённой германской команды |
| 1960 Скво-Вэлли        | Как часть Объединённой германской команды | Как часть Объединённой германской команды | Как часть Объединённой германской команды | Как часть Объединённой германской команды |
| 1964 Инсбрук           | Как часть Объединённой германской команды | Как часть Объединённой германской команды | Как часть Объединённой германской команды | Как часть Объединённой германской команды |
| 1968 Гренобль          | 1                                         | 2                                         | 2                                         | 5                                         |
| 1972 Саппоро           | 4                                         | 3                                         | 7                                         | 14                                        |
| 1976 Инсбрук           | 7                                         | 5                                         | 7                                         | 19                                        |
| 1980 Лейк-Плэсид       | 9                                         | 7                                         | 7                                         | 23                                        |
| 1984 Сараево           | 9                                         | 9                                         | 6                                         | 24                                        |
| 1988 Калгари           | 9                                         | 10                                        | 6                                         | 25                                        |
| Всего                  | 39                                        | 36                                        | 35                                        | 110                                       |

### Медали по летним видам спорта
| Вид спорта                  | Золото | Серебро | Бронза | Всего |
| --------------------------- | ------ | ------- | ------ | ----- |
| Лёгкая атлетика             | 38     | 36      | 35     | 109   |
| Плавание                    | 38     | 32      | 22     | 92    |
| Академическая гребля        | 33     | 7       | 8      | 48    |
| Гребля на байдарках и каноэ | 14     | 7       | 9      | 30    |
| Гимнастика                  | 6      | 13      | 17     | 36    |
| Велоспорт                   | 6      | 6       | 4      | 16    |
| Бокс                        | 5      | 2       | 6      | 13    |
| Стрельба                    | 3      | 8       | 5      | 16    |
| Борьба                      | 2      | 3       | 2      | 7     |
| Прыжки в воду               | 2      | 2       | 3      | 7     |
| Парусный спорт              | 2      | 2       | 2      | 6     |
| Тяжёлая атлетика            | 1      | 4       | 6      | 11    |
| Дзюдо                       | 1      | 2       | 6      | 9     |
| Футбол                      | 1      | 1       | 1      | 3     |
| Гандбол                     | 1      | 1       | 1      | 3     |
| Волейбол                    | 0      | 2       | 0      | 2     |
| Фехтование                  | 0      | 1       | 0      | 1     |
| Всего                       | 153    | 129     | 127    | 409   |

### Медали по зимним видам спорта (ГДР)
| Вид спорта         | Золото | Серебро | Бронза | Всего |
| ------------------ | ------ | ------- | ------ | ----- |
| Санный спорт       | 13     | 8       | 8      | 29    |
| Конькобежный спорт | 8      | 12      | 9      | 29    |
| Бобслей            | 5      | 5       | 3      | 13    |
| Биатлон            | 3      | 4       | 4      | 11    |
| Фигурное катание   | 3      | 3       | 4      | 10    |
| Лыжное двоеборье   | 3      | 0       | 4      | 7     |
| Прыжки с трамплина | 2      | 3       | 2      | 7     |
| Лыжные гонки       | 2      | 1       | 1      | 4     |
| Всего              | 39     | 36      | 35     | 110   |